# Play (musikgrupp)
Play var en svensk popgrupp, som bildades 2001 och noterades för flera framgångar på de svenska listorna. Gruppen hade 2002 en hit med låten "Us Against the World". Deras debutalbum sålde guld i USA (mer än 500 000 album). Chris Trousdale från Dreamstreet sjöng på deras singel "I'm Gonna Make You Love Me" och låten "I Must Not Chase the Boys" hamnade på TRL:s (Total Request Live) topplista. Play har turnerat med Aaron Carter.
Gruppen tog en paus 2004, men återförenades igen 2009. Den 23 maj 2011, precis efter att Emelie Norenberg gick med i gruppen, meddelade gruppen på sin hemsida att de återigen hade splittrats. Anledningen till detta var missförstånd och oenighet inom gruppen.

## Historia

### Made In Sweden
Efter att gruppen tog en paus 2004, försökte man på nytt bilda gruppen Play med hjälp av Laila Bagge, Anders Bagge och Andreas Carlsson i andra säsongen av TV-programmet Made in Sweden.
Den nya gruppmedlemmen Sanne Karlsson fann man i programmet där hon egentligen bara skulle sjunga in ett demo åt gruppen.

## Diskografi

### Album
- 2001 – Us Against the World
- 2002 – Play
- 2003 – Playin' Around
- 2003 – Replay
- 2004 – Don't Stop the Music
- 2004 – Play Around the Christmas Tree
- 2005 – Girl's Mind
- 2010 – Under My Skin

### Singlar
- 2010 – "Famous" (8 februari 2010)

### Musikvideor
- 2010 – "Famous"